# Kryptonite
"Kryptonite" é uma canção da banda de rock americana 3 Doors Down. A canção foi lançada originalmente como um demo para uma estação de rádio local, a 97.9 WCPR-FM, em Biloxi, Mississippi. Mais tarde, a canção foi gravada para o seu primeiro grande álbum, The Better Life. "Kryptonite" obteve grande sucesso na Billboard Alternative Songs, ficando na primeira posição por onze semanas consecutivas, tornando-se a primeira canção a fazer isso. A canção também alcançou a terceira posição na Billboard Hot 100 na semana de 11 de novembro de 2000.

## Lançamento e recepção
Após o lançamento da canção, "Kryptonite" começou a ganhar espaço na programação das rádios. Isto permitiu à canção a alcançar posições altas nas paradas e deu à 3 Doors Down o sucesso que levaria a fama para a banda. Como resultado da popularidade do single, juntamente com a fama de outros singles menos conhecidos, o álbum The Better Life teve mais de seis milhões de cópias vendidas. "Kryptonite" continua a canção mais conhecida da banda até hoje, e muitos fãs a consideram como a "canção assinatura" da banda.

## Videoclipe
Dirigido por Dean Kerr, o videoclipe apresenta um homem idoso, que foi tanto um herói de ação da TV quanto possivelmente um herói real no seu auge (nunca é especificado). A cena corta quando a banda está situada sobre o telhado de apartamentos onde homens idosos vivem, focando num homem que molesta uma mulher. Quando o homem arrasta a mulher para longe, o homem idoso veste seu terno e os segue. Entre os disparos do velho herói que está perseguindo o bandido e não conseguindo se proteger de um grupo de góticos, a banda é mostrada tocando num clube juntamente com outras pessoas idosas vestidas de caricaturas de vilões de quadrinhos. O videoclipe chega ao fim quando o velho herói mergulha na claraboia e "captura" o bandido desprevenido.

## Faixas
- Versão americana

1. "Kryptonite" (Top 40 Edit) - 3:44
2. "Kryptonite" (versão do álbum) - 3:54

- Versão melhorada americana

1. "Kryptonite" (versão do LP) - 3:55
2. "Wasted Me" (inédita) - 3:11
3. "Duck and Run" (versão do LP) - 3:52

- Versão britânica

1. "Kryptonite" (versão do LP) - 3:55
2. "Smack" (versão do LP) - 2:30

- Versão melhorada australiana

1. "Kryptonite" (versão do LP) - 3:55
2. "Wasted Me" - 3:11
3. "Duck and Run" (versão do álbum) - 3:52
4. "Kryptonite" (vídeo) -  3:53

- Versão alemã

1. "Kryptonite" (versão do LP) - 3:55
2. "Wasted Me" - 3:11
3. "Life of My Own" (ao vivo em Atlanta) - 4:36
4. "Kryptonite" (acústica)

- Versão melhorada holandesa

1. "Kryptonite" (versão do LP) 3:55
2. "Wasted Me" - 3:11
3. "Duck and Run" (versão do LP) 3:52
4. "Kryptonite" (vídeo) 3:53

## Paradas
| Top (2000)                                            | Melhor posição |
| ----------------------------------------------------- | -------------- |
| Estados Unidos - Billboard Hot 100                    | 3              |
| Estados Unidos - Billboard Alternative Songs          | 1              |
| Estados Unidos - Billboard Hot Mainstream Rock Tracks | 1              |
| Austrália - ARIA Singles Chart                        | 8              |
| Países Baixos - Dutch Singles Chart                   | 21             |
| Nova Zelândia - RIANZ Singles Chart                   | 13             |